# Рабочий край
«Рабо́чий край» — общественно-политическая газета Ивановской области, официальное печатное издание администрации города Иваново. С 2018 года выходит еженедельно по пятницам. Газета распространяется бесплатно по почтовым ящикам жителей Иваново, а также доступна в торговых центрах и других общественных местах города. Издатель — МБУ «Газета „Рабочий край“».

## История
«Рабочий край» является старейшей газетой Ивановской области и одним из старейших периодических изданий России. История газеты началась в мае 1905 года в период Первой русской революции. Тогда во время Иваново-Вознесенской политической стачки Северный комитет большевиков начал нелегально выпускать ежедневные нумерованные информационные бюллетени, которые стали прообразом будущей газеты.
Непрерывный выпуск газеты возобновился в 1917 году. В этот период в Иваново-Вознесенске выходило множество изданий разных политических сил, в том числе кадетско-эсеровская газета «Иваново-Вознесенск», меньшевистская «Наша звезда», анархистский «Бунтарь» и другие. Издание, ставшее предшественником «Рабочего края», последовательно меняло названия: с апреля 1917 года выходили «Известия Иваново-Вознесенского Совета Рабочих Депутатов», а с 4 ноября 1917 года — «Рабочий город».
5 марта 1918 года газета была переименована в «Рабочий Край» и стала официальным органом Совета новообразованной Иваново-Вознесенской губернии. Значительную роль в её становлении сыграл председатель губисполкома М. В. Фрунзе, который помогал определять содержание газеты и сам написал для неё несколько статей. С 1918 года выпуск газеты не прекращался, за исключением нескольких дней во время августовского путча 1991 года.
Значительный вклад в развитие газеты внёс её редактор в 1918–1921 годах Александр Воронский. Под его руководством тираж газеты вырос до 9000 экземпляров, она стала одной из самых солидных провинциальных газет России. Воронский привлёк к сотрудничеству талантливых авторов, таких как Д. Семеновский, Д. Фурманова (присылавший с фронта корреспонденции, легшие в основу романа «Чапаев»), И. Жижин и других. В газете печатались произведения М. Горького, А. Серафимовича, В. Маяковского и С. Есенина.
В советский период газета прошла через значимые этапы под руководством редактора Виталия Кулагина (1949–1984). Это время включало конец сталинской эпохи, хрущёвскую «оттепель» и брежневский период. Основной темой газеты оставался человек труда. Впервые в региональной прессе появилась страница для женщин «Красная косынка» и историко-краеведческая рубрика «Родословная». Популярность издания была высока: в отдельные годы тираж превышал 100 000 экземпляров.

### Юбилей
В 1995 году к 90-летию газеты был снят документальный фильм «"Рабочему краю" — 90 лет» (режиссёр Юрий Белянский).
В мае 2015 года издание «Рабочий край» отметило своё 110-летие.

## Деятельность в 1990-е годы
В 1990-е годы редакция прошла через значительную модернизацию. Был создан один из лучших в регионе компьютерных центров, который позволил перейти на компьютерный набор и вёрстку. К 1995 году был завершён монтаж собственной многоцветной типографии «Ньюсмастер» для выпуска полноцветной газеты.
В 1994 году «Рабочий край» первым в России организовал собственную службу подписки и доставки, отказавшись от услуг «Союзпечати». Это позволило доставлять свежий номер подписчикам до 7 часов утра.
В редакции действовала общественная приёмная, где изначально ветераны журналистики помогали жителям решать бытовые проблемы. Со временем, в ответ на запросы граждан, приёмная была реконструирована: в ней стали вести приём профессиональные юристы и депутаты, оказывая бесплатную правовую помощь. Эта практика легла в основу популярной газетной рубрики «Правовая неотложка».

## Конфликт и смена коллектива в 2017—2018 годах
В 2017 году в связи с падением тиражей и экономической неэффективностью МУП «Редакция газеты „Рабочий край“», получавшего ежегодную субсидию в размере около 9 млн рублей для покрытия убытков, была создана рабочая группа для реформирования издания. Инициаторами реформы выступили журналист Алексей Машкевич и руководитель холдинга «Частник» Эдуард Мошкарин.
В декабре 2017 года состоялась общественная дискуссия о будущем газеты. Алексей Машкевич представил концепцию реорганизации, предполагавшую создание еженедельного бесплатного издания с тиражом 50–70 тысяч экземпляров. Директор МУП «РК» Марина Москалева предложила альтернативный проект: сохранить действующую редакцию и выпускать бесплатную газету дважды в месяц тиражом 30 тысяч экземпляров в рамках имеющейся субсидии.
Конфликт завершился тем, что 29 сентября 2017 года практически весь старый коллектив редакции получил уведомления о сокращении штата с нового года. Уволенные сотрудники, в том числе специальные корреспонденты Михаил Кузьмин и Ольга Смирнова, обратились во Фрунзенский районный суд города Иванова с иском о восстановлении на работе. Первое досудебное заседание по делу состоялось 28 февраля 2018 года. Судебный процесс получил огласку, в том числе из-за самоотвода судьи, которую истцы обвинили в сговоре с прокурором.

## Перезапуск в 2018 году
Новый этап в истории газеты начался в 2018 году. По инициативе администрации города была проведена реформа: газету сделали бесплатной, полноцветной и начали доставлять в почтовые ящики жителей Иваново. В результате тираж издания вырос до 60 000 экземпляров, при этом бюджетные затраты на типографские услуги не увеличились. По данным на июль 2025 года, тираж газеты составлял 40 500 экземпляров.
Глава города Иваново Владимир Шарыпов в 2023 году охарактеризовал «Рабочий край» как «общее городское достояние», которое имеет большое число постоянных читателей, ожидающих каждый новый номер.

### Критика после реформы 2018 года
В сентябре 2022 года газета подверглась публичной критике со стороны ивановского поэта Владимира Черкашова, который провёл одиночный пикет у здания редакции. По его мнению, после смены редакции издание стало политически однобоким и превратилось в «боевой листок „Единая Россия“». Он также выразил возмущение перепечаткой материалов, направленных против машиностроительной компании «Кранэкс».

## Тематика и герои публикаций
На протяжении своей истории газета была связана с первыми лицами государства. Владимир Ленин, по совету Максима Горького, запрашивал комплект «Рабочего края» в библиотеке Кремля. Иосиф Сталин отправлял телеграммы в редакцию в годы Великой Отечественной войны. Никита Хрущёв отмечал: «Я не читал, но мне сказали, что „Рабочий край“ пишет очень правильно». Леонид Брежнев способствовал награждению газеты орденом, а Михаил Горбачёв, Борис Ельцин, Владимир Путин и Дмитрий Медведев также были причастны к истории издания.
В 1960-е годы газета сохраняла фокус на жизни региона, её журналисты освещали труд рабочих на заводах, в полях, а также важные события, от медицинских операций до спортивных достижений, что позволяло изданию поддерживать тесную связь с читателями и называться «своей, рабочей» газетой. Героями публикаций становились как известные личности — космонавты, путешественники, чемпионы мира, — так и простые люди. Одной из ключевых тем газеты всегда оставались истории ветеранов и людей рабочих профессий. Среди тех, кто получил всесоюзную известность благодаря очеркам в газете, — прядильщица Елена Амосова, камвольщица Валентина Голубева, ткачиха Зоя Пухова, картофелевод Валентин Путятин и другие.

## Известные журналисты
- Александр Воронский — писатель, критик, общественный деятель. Был редактором газеты в 1918–1921 годах. Под его руководством «Рабочий край» стал одним из лучших провинциальных изданий страны. Привлёк к сотрудничеству известных авторов, в том числе Дмитрия Фурманова, и публиковал произведения Горького, Маяковского и Есенина[6].
- Виталий Александрович Кулагин (1912—?) — главный редактор газеты на протяжении 35 лет (1949–1984). Заслуженный работник культуры РСФСР, Почётный гражданин города Иваново. Под его руководством в газете сформировалась сильная журналистская школа. Награждён орденом Трудового Красного Знамени[7].
- Павел Фёдорович Белов — Заслуженный работник культуры РСФСР, заведующий промышленным отделом в советский период[18].
- Владимир Кораблёв (1973/1974—2025) — журналист и фоторепортёр, работавший в издании с 2001 года. Прошёл путь от корреспондента до заместителя главного редактора. После реформы 2018 года до своей кончины в феврале 2025 года исполнял обязанности главного редактора[19].
- Николай Аркадьевич Голубев — исполняющий обязанности главного редактора (с 2025 года)[1].
- В газете также работали журналисты Павел Солонин, Евгений Богородский, Игорь Антонов, Аркадий Романов, фотокорреспондент Романов (по данным на 1967 год)[17], а в постсоветский период — Михаил Кузьмин[12], Татьяна Полосина, Александр Артемьев, Ольга Смирнова[10], фотокорреспондент Александр Яковлевич[5] и многие другие.

## Награды
- 12 мая 1967 года газета «Рабочий край» награждена Орденом Трудового Красного Знамени[20]. Торжественное вручение ордена состоялось на юбилейном вечере, где награду от имени правительства вручила член Президиума Верховного Совета СССР, ивановская ткачиха Зоя Павловна Пухова[17].
- 25 января 1991 года указом Бориса Ельцина сотрудники газеты «Рабочий край» были награждены Почётной грамотой Президиума Верховного Совета РСФСР[21].